# Pristimantis nyctophylax
Espèce
Synonymes
- Eleutherodactylus nyctophylax Lynch, 1976

Statut de conservation UICN

 VU B1ab(iii) : Vulnérable
Pristimantis nyctophylax est une espèce d'amphibiens de la famille des Craugastoridae.

## Répartition
Cette espèce est endémique du versant Ouest de la cordillère Occidentale en Équateur. Elle se rencontre dans les provinces de Pichincha et de Cotopaxi entre 1 140 et 2 100 m d'altitude.

## Description
Les mâles mesurent de 21,9 à 31,4 mm et les femelles de 32,1 à 37,8 mm.

## Publication originale
- Lynch, 1976 : New species of frogs (Leptodactylidae: Eleutherodactylus) from the Pacific versant of Ecuador. Occasional papers of the Museum of Natural History, the University of Kansas, no 55, p. 1-33 (texte intégral).